# Metabelba horrida
Metabelba horrida är en kvalsterart som beskrevs av Balogh 1958. Metabelba horrida ingår i släktet Metabelba och familjen Damaeidae. Inga underarter finns listade i Catalogue of Life.